# Albrecht Christoph Kayser
Albrecht Christoph Kayser (* 1. August 1756 in Regensburg; † 24. März 1811 in Regensburg) war Bibliothekar am Hof von Thurn und Taxis in Regensburg, Schriftsteller und Historiker.

## Leben
Kayser studierte von 1776 bis 1779 Rechtswissenschaften, Philosophie und Geschichte an der Universität Leipzig. 1786 wurde er Bibliothekar des Fürsten Carl Anselm von Thurn und Taxis. 1788 wurde er zum Hofrat ernannt.
Im Bibliothekswesen gilt Kayser als „Vater der Titelaufnahme“.

## Werke
- Ueber die Manipulation bey der Einrichtung einer Bibliothek und der Verfertigung der Bücherverzeichnisse nebst e. alphab. Kataloge aller von Johann Jakob Moser einzeln herausgekommener Werke, mit Ausschluss seiner theologischen, und e. Realregister über die in diesem Kataloge nahmhaft gemachten Schriften. Verl. d. Zeitungsdruckerei, Bayreuth 1790 (urn:nbn:de:bvb:12-bsb00070642-1).
- Versuch einer kurzen Beschreibung der kaiserlichen freyen Reichsstadt Regensburg. A. Kayser, Regensburg 1797. Reprint: Pustet, Regensburg 1995, ISBN 3-7917-1493-7.
- Adolfs gesammelte Briefe. Mit einem Nachw. hrsg. von Gerhard Sauder. Röhrig, St. Ingbert 1990, ISBN 3-924555-61-3.